# Camille (film 2008)
Camille è un film del 2008 diretto da Gregory Mackenzie con Sienna Miller, James Franco, David Carradine, Scott Glenn, Ed Lauter e Mark Wilson.

## Trama
Lei è Camille: bella, bionda, sempre allegra, frizzante, sorridente. Il sorriso di chi finalmente corona il sogno di sposare l'uomo dei suoi sogni. Lui è Silas: ex detenuto scaltro e calcolatore, un cattivo ragazzo con un sordido passato da dimenticare, disposto a tutto pur di abbandonare il Paese, anche a sposare chi non ama. Durante la loro luna di miele verso le Cascate del Niagara, gli eventi subiranno un'improvvisa sterzata. Nulla potrà essere d'ostacolo alla loro fuga, al loro "salto" verso l'amore per sempre